# 7,5 cm KwK 42
7,5 cm KwK 42 (Kampfwagenkanone 42 – armata czołgowa wzór 42) – niemiecka armata przeciwpancerna kalibru 75 mm używana podczas II wojny światowej. 7,5 cm KwK 42 powstała w zakładach Rheinmetall-Borsig w Unterlüß, używana była w czołgach typu PzKpfw V Panther i niszczycielach czołgów Jagdpanzer IV, wersje A i V. Odmiana używana w niszczycielach czołgów znana była jako PaK 42 (Panzerabwehrkanone 42 – armata przeciwpancerna wzór 42).
W chwili wejścia do służby w 1942 roku była to najlepsza armata przeciwpancerna w Europie, a nawet na świecie, charakteryzująca się bardzo dużą prędkością wylotową pocisku i związaną z tym doskonałą celnością i przebijalnością pancerza. Osiągi armaty strzelającej amunicją typu APCBC-HE (przeciwpancerną z czepcem i czepcem balistycznym z dodatkowym ładunkiem wybuchowym) były lepsze nawet od słynnej „osiemdziesiątkiósemki” (KwK 36), w którą uzbrojony był czołg PzKpfw VI Tiger. Osiągi przy strzelaniu amunicją podkalibrową typu APCR nie były już tak dobre, zwłaszcza przy strzelaniu na większą odległość, ale związane to było głównie z charakterystycznym dla tej amunicji szybkim spadkiem prędkości pocisku.
Armata odpalana była elektrycznie – ładunek prochowy zapalany był przy użyciu prądu elektrycznego, a nie iglicy. Zamek był półautomatyczny, po oddaniu strzału łuska była automatycznie wyrzucana z komory nabojowej, a zamek pozostawał otwarty. Po załadowaniu następnego naboju zamek zamykał się automatycznie i armata gotowa była do oddania następnego strzału.

## Dane taktyczno-techniczne
- kaliber: 75 mm
- długość lufy w kalibrach: 70
- długość lufy w mm: 5250

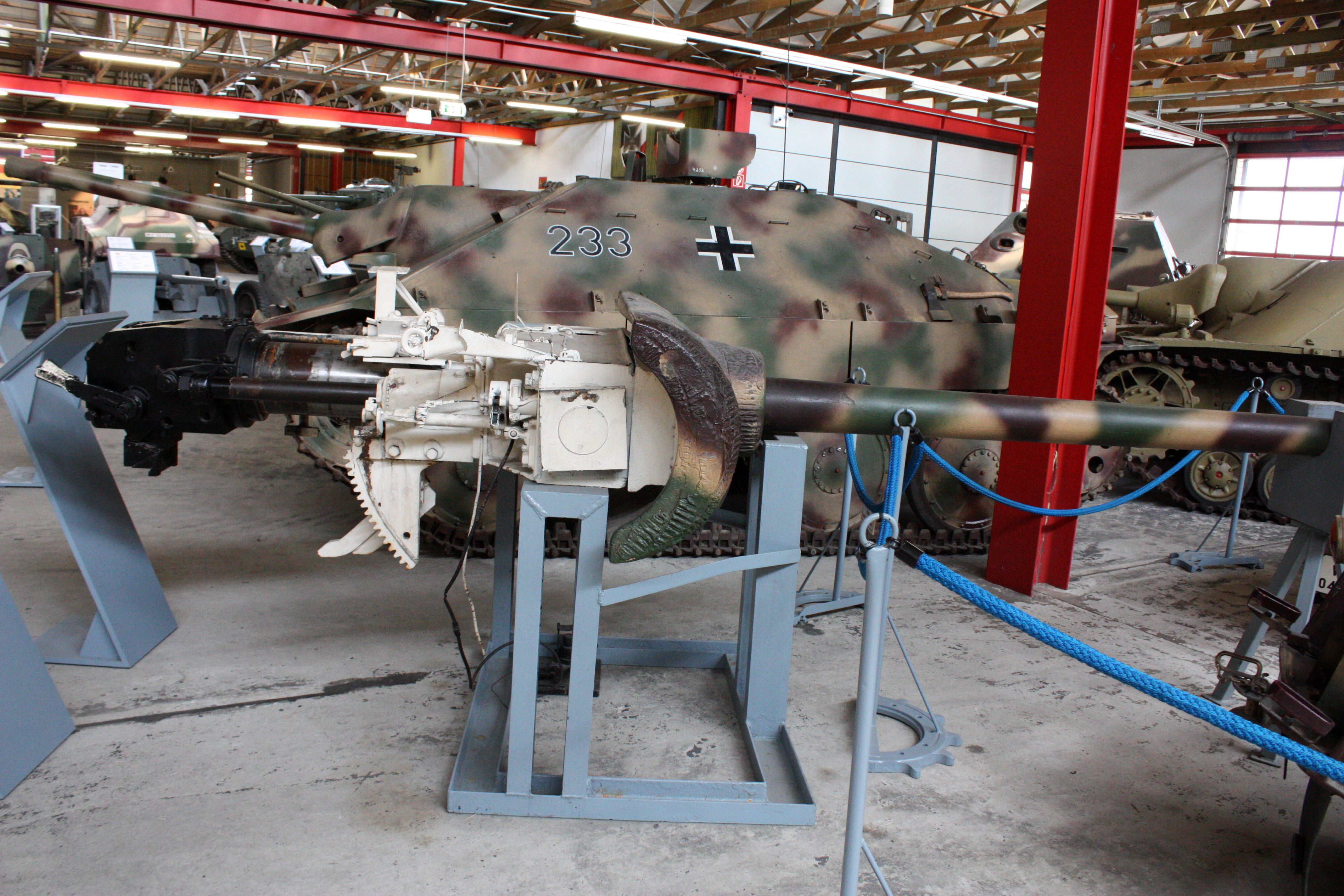
7,5 cm KwK 42 zdemontowana z pojazdu

- masa z zamkiem i hamulcem wylotowym: 1000 kg
- odrzut: 400 mm (normalnie), 430 mm (maksymalny)
- zasięg: do 10 km

## Amunicja

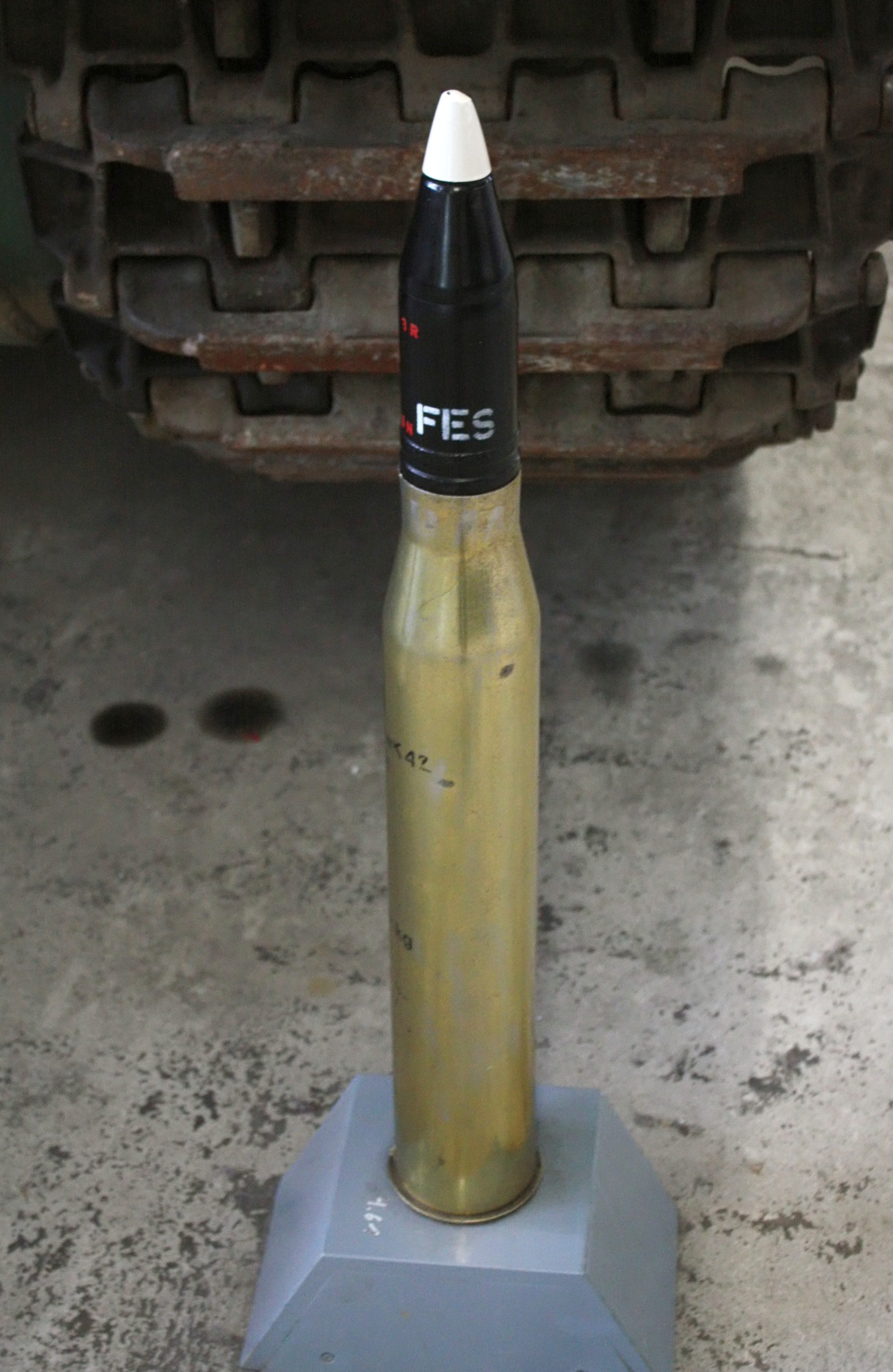
Nabój 75 × 640 mm

### Pzgr. 39/42
APCBC-HE, przeciwpancerna z czepcem i czepcem balistycznym z dodatkowym ładunkiem wybuchowym – Panzersprenggeschoß 39
- masa pocisku: 6,8 kg
- masa naboju: 14,3 kg
- długość naboju: 893,2 mm
- prędkość wylotowa: 925 m/s

|           |                          | Przebijany pancerz:       | Przebijany pancerz: |
| Odległość | Kąt nachylenia 0° (w mm) | Kąt nachylenia 30° (w mm) |                     |
| --------- | ------------------------ | ------------------------- | ------------------- |
| 0         | 167                      | 133                       |                     |
| 450       | 149                      | 121                       |                     |
| 900       | 133                      | 110                       |                     |
| 1350      | 118                      | 99                        |                     |
| 1850      | 104                      | 89                        |                     |
| 2300      | 91                       | 79                        |                     |

### Pzgr. 40/42
APCR – przeciwpancerny, rdzeniowy – Panzergeschoß mit Stahlkern 40
- masa pocisku: 4,75 kg
- masa naboju: 11,55 kg
- długość naboju: 875,2 mm
- prędkość wylotowa: 1120 m/s

|           |                          | Przebijany pancerz:       | Przebijany pancerz: |
| Odległość | Kąt nachylenia 0° (w mm) | Kąt nachylenia 30° (w mm) |                     |
| --------- | ------------------------ | ------------------------- | ------------------- |
| 0         | 230                      | 197                       |                     |
| 450       | 198                      | 154                       |                     |
| 900       | 170                      | 123                       |                     |
| 1350      | 145                      | 99                        |                     |
| 1850      | 122                      | 80                        |                     |
| 2300      | 103                      | 65                        |                     |

### Spgr. 42
Kruszący – Sprenggranate 42
- masa pocisku: 5,74 kg
- masa naboju: 11,14 kg
- długość naboju: 929,2 mm
- prędkość wylotowa: 700 m/s